# Klaus Bodinger
Klaus Bodinger (1932-1994) fue un deportista alemán que compitió en natación, especialista en el estilo braza. Ganó dos medallas en el Campeonato Europeo de Natación, oro en 1954 y bronce en 1958.

## Palmarés internacional
| Representando a la RDA |                    |                   |             |
| Campeonato Europeo     |                    |                   |             |
| Año                    | Lugar              | Medalla           | Prueba      |
| 1954                   | Turín (Italia)     | Medalla de oro    | 200 m braza |
| Representando a la RFA |                    |                   |             |
| Campeonato Europeo     |                    |                   |             |
| Año                    | Lugar              | Medalla           | Prueba      |
| 1958                   | Budapest (Hungría) | Medalla de bronce | 200 m braza |